# Lo-Presti Lajos Álmos
Fontana d'Angioli báró Lo-Presti Lajos Álmos (Mercyfalva, 1823. október 25. − Hosszúpályi, 1878. április 10.) nagybirtokos.

## Életrajza
Lo-Presti Lajos és Ley Roy de Lozembrune Jozefa fia. Kiváló tehetségű, de különc ember volt; már a Theresianumban is enfant terrible-nek mutatkozott. Az 1848-49. évi szabadságharcban saját költségén huszár csapatot toborzott. A világosi fegyverletétel után nejével, Eszerházy Szerafinnal, Nápolyban élt két évig, ahonnét visszatérve uradalmait teljesen eladósodott állapotban találta. Ekkor a hitbizományi oklevélbe becsúszott formahibára támaszkodva, a majorátussal mint szabad birtokkal kívánt rendelkezni és e célból öccse, Árpád és két húga ellen összesen 14 pert indított, melyeket megnyert, de Arad megyei birtokai rámentek a perköltségekre, öccsével pedig ezután teljesen meghasonlott. 
Az 1860-as években a család Pozsonyba költözött, ahol Lo-Presti technikai tanulmányokra adta magát és többi között merészen szerkesztett egyvágányú hegyi vasutat tervezett, melyet azután Diósgyőrött, iltyói birtokán és Albrecht főherceg tescheni uradalmában tényleg meg is épített. 1860-ban 2100 forintot adományozott a Magyar Tudományos Akadémiának. 

## Művei
- Bemerkungen über die Verwendbarkeit der vorkommenden Baumstockentwurzelungs-Vorrichtungen und insbesondere der priv. ungarischen Stockdore-Maschine. Zur Richtschnur für Forst – und Landwirthe, welche Maschinen dieser Art beurtheilen wollen. Pest, 1857
- Advokaten-Instruction. Leitfaden der Lo Prestyschen Rechtswissen. Pest, 1857
- Die ungarischen Universal-Bahnen. Ein neues System von billigen und verstellbaren Bahnen, die proportionel mit der Grösse der Verkehrsactivität ausgeführt werden können. Vom technischen und mechanischen Standpuncte besprochen. Pest, 1868